# Eva Trautmann
Eva Trautmann (Darmstadt, 18 giugno 1982) è una pentatleta tedesca.

## Palmarès
In carriera ha conseguito i seguenti risultati:
- Mondiali:

Berlino 2007: argento nel pentathlon moderno a squadre e bronzo staffetta a squadre.
Londra 2009: oro nel pentathlon moderno a squadre ed argento staffetta a squadre.